# Santos FC
Toto heslo informuje o brazilském klubu. Mimo něj existují ještě další kluby s názvem Santos: Santos FC (Burkina Faso) a Santos FC (Jihoafrická republika).
Santos Futebol Clube je brazilský fotbalový tým z města Santos v aglomeraci města São Paulo ve stejnojmenném státě. Pravidelně se účastní nejvyšší brazilské národní ligové soutěže, Campeonato Brasileiro Série A, z níž sestoupil v roce 2023 poprvé v historii klubu.
Obvyklý maskot je velryba a značí to, že město Santos je vlastně přístav. Fanoušek Santosu je známý jako Santista. Pruhovaný černo-bílý dres a černé trenýrky i ponožky.
Klub byl založen v roce 1912, hraje na stadiónu Urbano Caldeira o kapacitě 16 798 diváků. V letech 1956 až 1974 zde hrál Pelé. Přestože je přístavní město Santos oproti sousednímu São Paulu menší, zanechal Santos FC na fotbalové scéně význačnou stopu, což dokládá více než 90 akademií po světě nesoucí název Santos.
Právě São Paulo a jeho aglomerace je domovem rivalů Santosu – a to trojice Corinthians, Palmeiras a São Paulo FC.
Santos je trojnásobným vítězem Poháru osvoboditelů (1962, 1963, 2011) a jedním ze šesti jihoamerických klubů, co dokázaly Pohár osvoboditelů obhájit.

## Historie
Ve 20. letech disponoval Santos silným mužstvem, které podle místního sportovního novináře Euane Marshalla nastřílelo v roce 1927 celkem 100 gólů napříč 16 zápasovou sezónou. Když roku 1956 debutoval tehdy 16letý Pelé, odstartovala úspěšná éra. Do konce 60. let vítězilo mužstvo v konkurenci velkoklubů Sao Paula ve státní lize, po opanování celonárodní ligy Brasileirão vkročili do Poháru osvoboditelů.
Pelé s jeho spoluhráči Coutinhem, Pepem nebo Zitem v roce 1962 dosáhli finále. Ačkoliv na půdě Peñarolu vyhráli 2:1, doma prohráli 2:3 a rozhodoval třetí zápas. V něm se Pelé dvakrát prosadil při výhře 3:0. Santos tímto vybojoval double, tentýž rok na domácí scéně ovládl Taça Brasil. V průběhu září a října roku 1962 čelil ještě Benfice, a to v rámci Interkontinentálního poháru. Úvodní zápas na Maracanã vyhrálo mužstvo Santosu 3:2, aby venku po výsledku 5:2 vyhrálo podruhé. Dvojzápasu „kraloval“ zejména Pelé a jeho útočný partner Coutinho, soupeř mezitím spoléhal na svoji světovou hvězdu, Eusébia.
Roku 1963 se podařilo Pohár osvoboditelů nejen obhájit, ale vyhrát bez porážky. Ve finálovém dvojzápase na Santos nestačila Boca Juniors po výsledcích 2:3 a 1:2. V elitní jihoamerické soutěži se klub následně představil ještě v následujících dvou letech.
Po konci Pelého éry Santos paběrkoval a až v závěru 90. let se vzmohl na triumfy v regionální lize v Sao Paulu a také v Copa CONMEBOL v roce 1997, respektive o rok později.
Po roce 2000 zasáhly klub finanční problémy, které vyústily v odchod několika opor včetně útočníka Deivida. Santos se nově spoléhal na mladé talenty z akademie čítající středopolaře Diega a Renata, Elana s Robinhem na křídlech nebo obránce Alexe a Léa. Tento tým přezdívaný Meninos da Vila v roce 2002 dosáhl play-off brazilské ligy, v níž nejprve vyřadil São Paulo FC a pak Grêmio. Ve finále proti Corinthians (s Deividem na hrotu) vyhrál tým oba zápasy souhrnně 5:2 a získal titul po 32 letech.

## Rivalita

### Santos versus Corinthians
Do doby Pelého se rivalita Santosu a Corinthians nevyznačovala intenzitou viděnou u jiných zápasů v rámci São Paula, ačkoliv jde o zdejší nejstarší clássico. První zápas těchto týmů byl k vidění 6. března 1913 a vítězi se stali hráči Santosu po výsledku 6:3. Ti se svým korintským soupeřem prohráli až svůj sedmý zápas v roce 1919 výsledkem 0:5. V roce 1924 museli příznivci Santosu skousnout domácí prohru 0:11, nejvyšší v historii derby.
S příchodem Pelého, který rivalovi v 48 střetnutích vstřelil 50 gólů, odstartoval Santos takřka 12 let trvající neporazitelnost v derby napříč 22 zápasy mezi roky 1956 a 1968. Zatímco Santosu se dařilo sbírat trofeje, Corinthians je postrádali. Neporazitelnost byla utnuta 13. března 1968 porážkou Santosu 0:2. Konec Pelého vyústil v obrácení karet, kdy Santos Corinthians neporazil sedm let počínaje rokem 1976. Když v roce 1984 Santos ukončil čekání na trofej a ovládl Paulistão, přehrál ve finále 1:0 díky gólu Serginha Chulapy symbolicky právě Corinthians.
V roce 2002 bylo toto derby zároveň finálovým soubojem v rámci Brasileirãa. Mladý tým Santosu s talenty Diegem a Robinhem se dostal do play-off jen těsně. Závěrečný dvojzápas ale skončil výhrami 2:0 a 3:2. Naopak ve finále Paulistãa se rivalové střetli v letech 2009 a 2011. Nejprve vyhráli roku 2009 Corinthians díky dvěma gólům Ronalda, o dva roky později vyhrál Santos s Neymarem v základní sestavě 2:1.

## Ženský tým
Ženský tým Santosu je rovněž úspěšný a ve své době za něho hrály Marta nebo Cristiane.

## Úspěchy

### Mezinárodní
- Interkontinentální pohár (2): 1962, 1963
- Pohár osvoboditelů (3): 1962, 1963, 2011
- Copa CONMEBOL (1): 1998
- Recopa Sudamericana (1): 2012

### Domácí
- Campeonato Brasileiro Série A (8): 1961, 1962, 1963, 1964, 1965, 1968, 2002, 2004
- Campeonato Paulista (22): 1935, 1955, 1956, 1958, 1960, 1961, 1962, 1964, 1965, 1967, 1968, 1969, 1973, 1978, 1984, 2006, 2007, 2010, 2011, 2012, 2015, 2016